# Nižná Hutka
Nižná Hutka este o comună slovacă, aflată în districtul Košice-okolie din regiunea Košice, pe malul râului Torysa⁠(d). Localitatea se află la altitudinea de 181 m deasupra n.m., se întinde pe o suprafață de 4,34 km2 și în 2017 număra 591 de locuitori.

## Istoric
Localitatea Nižná Hutka este atestată documentar din 1293.

## Demografie
| An:                | 1994 | 2004    | 2014    | 2024   |
| ------------------ | ---- | ------- | ------- | ------ |
| Număr de persoane: | 404  | 511     | 590     | 609    |
| Diferență:         |      | +26,48% | +15,45% | +3,22% |

| An:                | 2023 | 2024 |
| ------------------ | ---- | ---- |
| Număr de persoane: | 609  | 609  |
| Diferență:         |      | +0%  |